# Електроактивні компоненти вод
Електроактивні компоненти вод (рос.электроактивные компоненты вод, англ. electoactive waters components, нім. elektroaktive Wasserkomponenten f pl) – компоненти (елементи) природних вод, які впливають на величину їх окиснювально-відновлювального потенціалу. 
Найважливішими електроактивними компонентами вод є кисень та сірка, які утворюють системи, що визначають власне окиснювально-відновлювальний потенціал. 
Система кисню – визначає верхню межу значень окиснювально-відновлювального потенціалу. 
Система сірки – визначає нижню межу значень окиснювально-відновлювального потенціалу. 
Крім того, важливу роль відіграють системи заліза, водню, органічних речовин. 